# Belouizdad
Belouizdad (in arabo بلوزداد‎?, nota come Belcourt durante il periodo coloniale) è una città dell'Algeria facente parte del distretto di Hussein Dey, nella provincia di Algeri.

## Geografia fisica
Il comune di Belouizdad è uno dei quartieri di Algeri. Si trova a circa 3 km a sud-ovest del centro della città.
Belouizdad ha un litorale lungo 1,6 km. Un parco con un ristorante costituiva l'unica parte sviluppata della Baia di Algeri, ma quest'area è stata sostituita da un impianto di desalinizzazione dell'acqua marina con una capacità di 200.000 metri cubi al giorno, costruito da General Electric e inaugurato il 28 febbraio 2008.

## Storia
Il quartiere di Belcourt è stato costruito in una zona paludosa della pianura di Algeri, ai piedi della gravina de la Femme Sauvage e del Bois des Arcades. Belcourt è il nome del primo imprenditore che costruì case in questa pianura. Nel 1577 Miguel de Cervantes, allora prigioniero dei turchi che occupavano Algeri, si nascose in una grotta qui prima di essere ricatturato. Nel 1832 inizia la costruzione del giardino botanico di Hamma e vengono concessi terreni agricoli ai coloni nella zona tra il Jardin d'Essai e il Champ de Manœuvre. Nel 1835 il quartiere di Belcourt viene incluso nel nuovo comune di Mustapha. Nel 1956 è inaugurata la funivia di El Madania. Nel 1960 il comune è coinvolto dalle manifestazioni dell'11 dicembre. Nel 1962, dopo l'indipendenza, il comune viene rinominato Hamma-El Annasser. Nel 1987 viene inaugurata la funivia del Memoriale Maqam Echahid. Nel 1988 si verificano scontri tra servizi pubblici e cittadini nel comune. Nel 1995 il comune prende il nome di Mohamed Belouizdad, in omaggio al rivoluzionario nato nel quartiere nel 1924. Nel 2000, in seguito allo scioglimento del governatorato della Grande Algeri, il nome è stato cambiato in El Hamma-Al Anwat.

## Monumenti e luoghi d'interesse

### Architetture religiose
Nel comune sono presenti le moschee Larbi Tebessi, Salah Eddine, El-Nadi, Lek'hel e Ahmed Hafid.

### Architetture civili
- Museo nazionale delle belle arti di Algeri
- Giardino botanico di Hamma
- Biblioteca nazionale d'Algeria
- Villa Abd-el-Tif
- Grotta di Cervantes
- Hôtel des Monnaies di Algeri

## Infrastrutture e trasporti

### Strade
- Route nationale 11
- Tangenziale Nord di Algeri

### Ferrovie
- Stazione di Belcourt

### Metropolitana
- Nella città si trovano quattro stazioni della linea 1 della metropolitana di Algeri: Jardin d'essai, Hamma, Aïssat Idir e 1er Mai.

### Funivie
Due funivie collegano i quartieri di Belcourt a zone della città di Algeri:
- Funivia di El Madania: collega il quartiere di Hamma (e l'omonima fermata della linea 1 della metropolitana) a Diar el Mahçoul, quartiere nel comune di El Madania
- Funivia di Maqam Echahid: collega il giardino botanico di Hamma al memoriale Maqam Echahid

### Trasporto pubblico
- La stazione di Ruisseau è capolinea di alcuni bus ETUSA.